# Талтура
Талтура — горная вершина на Алтае, принадлежит к системе Южно-Чуйского хребта. Высота 3534,1 метра. Административно вершина расположена в Кош-Агачском районе Республики Алтай РФ.

## Этимология
Название горы этимологизируется  от (алт. Тал — ива, тальник и Тура — дом, стойбище). Тал-Тура —  букв. ивововое стойбище, стоянка.

## Описание
Одиночная гора с пологими склонами, выдвинутая на север от основной линии Южно-Чуйского хребта. С северной стороны имеется небольшой висячий ледник. Сама вершина маркирована триангуляционным знаком.
Склоны горы и прилегающие территории сильно заболочены. Растительность в основном представлена зарослями карликовой берёзы и тундровой растительности. В период с мая по сентябрь активно используется для выпаса сарлыков (яков). К вершине относятся три ледника: висячий № 87, плоский вершинный № 88 и преклонный № 89 (по каталогу ледников СССР).

## Галерея
- Ледник на вершине
- Альпийский луг на подходе к вершине
- приледниковое озеро Кольдуоюк